# Resolució 1935 del Consell de Seguretat de les Nacions Unides
La Resolució 1935 del Consell de Seguretat de les Nacions Unides fou adoptada per unanimitat el 30 de juliol de 2010. Després de reafirmar totes les resolucions i declaracions anteriors sobre la situació al Sudan, el Consell va ampliar el mandat de la Operació Híbrida de la Unió Africana i les Nacions Unides al Darfur (UNAMID) durant 12 mesos més fins al 31 de juliol de 2011 i va exigir el final dels combats i atacs contra personal i civils de les Nacions Unides.
La resolució, redactada pel Regne Unit, va ser adoptada durant un augment dels atacs a les forces de manteniment de la pau de les Nacions Unides i a civils, inclosa unaemboscada i captura d'un pilot d'helicòpters de la UNAMID per grups locals. El Consell també sabia que la lluita entre grups rebels i el govern s'havien intensificat. L'endemà de l'aprovació de la Resolució 1935, el govern sudanès va demanar a la UNAMID que li informés dels seus moviments, després d'haver acusat a les Nacions Unides de no mantenir la pau als camps de refugiats a l'oest del país.

## Resolució

### Observacions
El Consell de Seguretat va expressar el seu suport al procés polític a la regió del Darfur i va acollir favorablement el diàleg entre el Govern del Sudan i el Moviment per a l'Alliberament i la Justícia (LJM), deplorant que alguns grups s'havien negat unir-se al procés polític. Va subratllar la cooperació entre les Nacions Unides i la Unió Africana, d'acord amb Capítol VIII de la Carta de les Nacions Unides, i la necessitat d'un enfocament rigorós i estratègic dels desplegaments de manteniment de la pau per millorar la seva efectivitat.
Mentrestant, hi havia preocupació pel deteriorament de la situació de seguretat al Darfur a causa de violacions de l'alto el foc, atacs rebels, lluita intertribal, bombardeig aeri del govern sudanès i atacs al personal humanitari. A més, totes les violacions dels drets humans i del dret internacional humanitari a Darfur van ser condemnades pel Consell, mentre que la represa de relacions entre el Txad i Sudan el 15 de gener de 2010 va ser acollides favorablement.

### Actes
En ampliar el mandat de la UNAMID durant un any, el Consell va instar l'operació a fer un ús íntegre del seu mandat per protegir els civils i facilitar el lliurament d'ajuda humanitària. Va exhortar a la promoció del procés polític liderat per les Nacions Unides al Darfur. Tots els atacs i amenaces contra la UNAMID foren durament condemnades com a inacceptables i el Consell va exigir que aquests incidents cessessin immediatament. Addicionalment, hi havia preocupació per les restriccions imposades a la llibertat de moviment i les operacions de la UNAMID i el secretari general de les Nacions Unides, Ban Ki-moon, havia d'informar cada 90 dies sobre la implementació del seu mandat.
La resolució exigia que totes les parts en conflicte acabessin immediatament amb la violència, els atacs a civils, als mantenidors de la pau i al personal humanitari, i complissin les obligacions internacionals relacionades amb els drets humans i el dret humanitari. En aquest sentit, es va suggerir un mecanisme de vigilància de l'alto el foc més eficaç. El Consell es va mostrar greument preocupat pel deteriorament de la situació humanitària i les amenaces a les organitzacions humanitàries. Va reiterar que no hi hauria una solució militar al conflicte del Darfur i que un acord polític era essencial; es va instar a totes les parts, inclosos els grups rebels, a participar en el procés.
El Consell de Seguretat va assenyalar que el conflicte al Darfur tenia conseqüències a la resta del Sudan i a la regió més àmplia i es va instar a la UNAMID a cooperar amb la Missió de les Nacions Unides al Sudan i la Missió de les Nacions Unides a la República Centreafricana i al Txad. També es va demanar a l'operació que ajudés en els preparatius per al referèndum d'independència a Sudan del Sud. El Consell també va destacar les solucions a la qüestió dels refugiats, desplaçats interns i a les iniciatives de recuperació. Es preocupava per la continuació dels conflictes localitzats i la proliferació de les armes, exigint que totes les parts en conflicte prenguessin mesures per protegir els civils.
Finalment, es va demanar al Secretari General que vetllés per mantenir un diàleg i informar sobre la situació dels nens en conflicte, inclòs l'ús de nens soldat i violacions dels drets humans.